# 灌木亚菊
灌木亚菊（学名：Ajania fruticulosa）是菊科亚菊属的植物。分布于俄罗斯以及中国大陆的新疆、西藏、青海、内蒙古、甘肃、陕西等地，生长于海拔550米至4,400米的地区，常生于荒漠以及荒漠草原，目前尚未由人工引种栽培。